# Pavino
Pavino (in russo Павино?) è un villaggio della Russia europea centro-settentrionale, situato nella oblast' di Kostroma. È il centro amministrativo del rajon Pavinskij.
Si trova sul fiume Voč' (un affluente del Vochma), 407 km a nord-est della città di Kostroma, vicino al confine con l'oblast' di Vologda.